# Vincent Gallagher
Vincent Joseph "Vince" Gallagher, Jr, född 30 april 1899 i Brooklyn, död 27 juni 1983 i Miami, var en amerikansk roddare.
Gallagher blev olympisk guldmedaljör i åtta med styrman vid sommarspelen 1920 i Antwerpen.